# تشاك ديفور
تشاك ديفور هو سياسي أمريكي، ولد في 20 مايو 1962 في سياتل في الولايات المتحدة. نشط حزبياً في الحزب الجمهوري. وقد انتخب عضو جمعية ولاية كاليفورنيا ‏.

## وصلات خارجية
- الموقع الرسمي
- تشاك ديفور على موقع IMDb (الإنجليزية)